# 千葉英貴
千葉 英貴（ちば ひでき、1983年10月25日 - ）は、東京都八王子市出身の元プロ野球選手（投手）、野球指導者。

## 経歴

### プロ入り前
小学生の頃は「八王子イーグルス」、中学生の頃は「八王子リトルシニア」でプレー。
日大三高3年時は、第73回選抜高等学校野球大会では3回戦敗退だったが、第83回全国高等学校野球選手権大会で優勝を果たす。2001年度のドラフトで横浜ベイスターズから6巡目指名を受け入団。
ドラフト当時、日大三高からは千葉の他に、内田和也がヤクルトスワローズ、近藤一樹が大阪近鉄バファローズ、都築克幸が中日ドラゴンズから指名を受け、1つの高校から4名がプロ入りしたという事が大きなトピックスであった。これは同じ高校の選手が同じ年のドラフトで指名を受けた人数で史上最多タイ記録である。

### プロ入り後
2002年9月7日の対阪神戦でプロ初登板。同期入団の秦裕二、岡本直也も同年に一軍デビューを果たしている。
しかしその後は、制球難が理由で伸び悩み、一軍に昇格できなかった。二軍では主に中継ぎで登板していたが、奪三振数よりも与四死球数の方が多いという不安定な投球が続いていた。
3年連続で一軍昇格がなかった2005年シーズン終了後に戦力外通告を受け、退団。

### 現役引退後
引退後は不動産会社に勤務するが2年で退職し、創造学園大学で野球部のコーチを務めた。しかし、同大学において給料遅配問題が明るみに出ると千葉もコーチ職を辞職することになった。
その後、不動産関係のタイセイ・ハウジーに転職。日本不動産野球連盟所属の同社野球部（軟式野球チーム）で投手兼内野手としてプレー。現在は監督も兼任しており、2020年からは選手としては野手に専念している。2019年2月2日放送のテレビ朝日の『スーパーJチャンネル』では、プロ野球選手のセカンドキャリアとして社業に励む千葉の姿が取り上げられた。
タイセイ・ハウジーでの業務の傍ら、東京都東大和市で元西武の水田圭介と共にトムス野球塾で講師を務めた。2016年11月より水田がトムス野球塾に代わって野球塾ブリジャールをオープンさせると、千葉も同塾で常任投手コーチを務めている。

## 選手としての特徴・人物
192cmの長身のサイドスローから繰り出すストレートとスライダーが持ち味。
タイセイ・ハウジー転職後の2011年1月に結婚した。

## 詳細情報

### 年度別投手成績
| 年 度     | 球 団     | 登 板 | 先 発 | 完 投 | 完 封 | 無 四 球 | 勝 利 | 敗 戦 | セ 丨 ブ | ホ 丨 ル ド | 勝 率 | 打 者 | 投 球 回 | 被 安 打 | 被 本 塁 打 | 与 四 球 | 敬 遠 | 与 死 球 | 奪 三 振 | 暴 投 | ボ 丨 ク | 失 点 | 自 責 点 | 防 御 率 | W H I P |
| --------- | --------- | ----- | ----- | ----- | ----- | -------- | ----- | ----- | -------- | ----------- | ----- | ----- | -------- | -------- | ----------- | -------- | ----- | -------- | -------- | ----- | -------- | ----- | -------- | -------- | ------- |
| 2002      | 横浜      | 9     | 0     | 0     | 0     | 0        | 0     | 0     | 0        | --          | ----  | 32    | 8.0      | 6        | 2           | 4        | 0     | 0        | 5        | 0     | 0        | 3     | 3        | 3.38     | 1.25    |
| 通算：1年 | 通算：1年 | 9     | 0     | 0     | 0     | 0        | 0     | 0     | 0        | --          | ----  | 32    | 8.0      | 6        | 2           | 4        | 0     | 0        | 5        | 0     | 0        | 3     | 3        | 3.38     | 1.25    |

### 記録
- 初登板：2002年9月7日、対阪神タイガース24回戦（阪神甲子園球場）、7回裏に3番手で救援登板、1回無失点
- 初奪三振：同上、7回裏に川尻哲郎から

### 背番号
- 63 （2002年 - 2005年）